# How to Train Your Dragon (filme de 2010)
How to Train Your Dragon (bra: Como Treinar o Seu Dragão; prt: Como Treinares o Teu Dragão) é um filme de fantasia em animação computadorizada norte-americano vagamente baseado no livro de 2003 de mesmo nome de Cressida Cowell, produzido pela DreamWorks Animation e distribuído pela Paramount Pictures. O filme foi dirigido por Chris Sanders e Dean DeBlois a partir do roteiro de Will Davies, Sanders e DeBlois, e estrelou as vozes de Jay Baruchel, America Ferrera, Gerard Butler, Craig Ferguson, Jonah Hill, T.J. Miller, Kristen Wiig, Kristen Wiig e Christopher Mintz-Plasse.
O filme é ambientado em um mundo mítico de Vikings e dragões. A história gira em torno de um garoto de 15 anos chamado Soluço, que vive na ilha de Berk, onde os combates entre vikings e dragões são um modo de vida. Soluço é o filho do respeitado Viking Stoico, líder da aldeia, porém, diferente de seu pai, ele é visto como uma fonte de problemas. No entanto, quando Soluço encontra a raça mais poderosa dos dragões, o Fúria da Noite, ele vê sua chance de provar que ele tem tudo para ser o melhor dos vikings. Depois que ele captura esse dragão com um canhão de disparo de rede, Soluço não consegue matá-lo, solta-o e acaba fazendo amizade com o dragão, a quem ele chama de Banguela. Esta relação é posta a prova quando ele se esforça para convencer sua tribo, principalmente seu pai, de que não precisam ser matadores de dragão.
O filme estreou no Gibson Amphitheatre em 21 de março de 2010, e foi lançado nos cinemas em 26 de março de 2010 nos Estados Unidos e no Brasil e no dia 25 de março de 2010 em Portugal, tendo sido um sucesso de bilheteria e crítica, sendo aclamado por vários críticos de cinema e faturando US$ 494 879 860 milhões no mundo todo. Foi indicado ao Oscar de Melhor Filme de Animação e ao Oscar de Melhor Trilha Sonora, mas perdeu para Toy Story 3 e A Rede Social, respectivamente. O filme também venceu dez Annie Awards, incluindo o prêmio de Melhor Filme de Animação.
Duas sequências, Como Treinar o Seu Dragão 2 e Como Treinar o Seu Dragão 3: O Mundo Escondido foram lançadas em 13 de junho de 2014 e 1 de março de 2019, respectivamente. Assim como seu antecessor, as duas sequências foram amplamente aclamadas e se tornaram sucessos de bilheteria. O sucesso do filme também inspirou outros produtos e adaptações, torando-se uma franquia.

## Enredo
Em Berk, uma vila Viking localizada em uma ilha da qual dragões periodicamente roubam o gado, Soluço, o desajeitado filho de quinze anos do chefe da aldeia, Stoico, o Imenso, trabalha como aprendiz de ferreiro. Como ele é muito pequeno e fraco para lutar com dragões, em vez de participar de combates, ele cria dispositivos mecânicos sob a tutoria de Bocão, um ferreiro experiente, embora suas invenções frequentemente funcionam mal ou produzem efeitos negativos. Durante um ataque de dragões, Soluço abate um Fúria da Noite, um dragão extremamente raro e perigoso, usando um canhão de boleadeiras que construiu; mais tarde ele o encontra na floresta, amarrado pelas boleadeiras, mas ao descobrir que não consegue matar o dragão, Soluço o liberta.
Stoico organiza uma frota para encontrar o ninho dos dragões, mas não sem antes fazer Soluço ingressar nas aulas de matar dragões lecionadas por Bocão. Soluço retorna à floresta e descobre que o Fúria da Noite ainda está lá; ele percebe que o dragão não consegue voar porque sua cauda de barbatana foi aleijada. Soluço faz amizade com o dragão, gradualmente domando-o e dando-lhe o nome de Banguela por causa dos seus dentes retráteis. Sentindo-se culpado por aleijar Banguela, Soluço eventualmente constrói um arreio e uma barbatana protética que lhe permite guiar o dragão durante o voo.
Observando o comportamento de Banguela, Soluço se torna cada vez mais eficaz em dominar dragões capturados durante os treinamentos não-violentos, conquistando a admiração de seus colegas, mas fazendo com que Astrid, uma garota viking durona por quem Soluço é apaixonado, fique cada vez mais desconfiada de seu comportamento. Enquanto isso, a frota de Stoico volta à vila após o fracasso da procura pelo ninho dos dragões, embora ele fique eufórico ao saber do inesperado sucesso de Soluço no treinamento de dragões. Astrid eventualmente descobre que Soluço está treinando Banguela e, para convencê-la a não contar nada aos habitantes da vila, ele a leva para um voo para demonstrar seu relacionamento com o dragão. Com o passar do tempo, Astrid se torne mais amistosa com Soluço. Porém, ainda durante o voo, Banguela inesperadamente leva os dois para o ninho dos dragões, onde eles descobrem a existência de um dragão gigantesco chamado de Morte Rubra,2 que devora os dragões menores a menos que eles lhe tragam o gado roubado; assim, eles descobrem que os dragões vêm atacando Berk sob seu controle, contra a própria vontade deles.
De volta à vila, Soluço, tendo sido o vencedor do treinamento de dragões, recebe a tarefa de matar um dragão da raça Pesadelo Monstruoso; ele, porém, o domina na frente de seu pai e de toda a vila em vez de matá-lo, em uma tentativa de provar que os dragões são inofensivos. Porém, Stoico inadvertidamente irrita o dragão, deixando-o agressivo e fazendo com que ele ataque Soluço. Banguela tenta proteger Soluço no pânico que se segue, mas é capturado pelos vikings. Soluço acidentalmente revela a Stoico que Banguela é capaz de localizar o ninho dos dragões; Stoico renega o filho e parte com sua frota de vikings em direção ao ninho dos dragões, com Banguela sendo usado como guia enquanto está acorrentado no navio de liderança.
A frota de ataque Viking localiza e arromba o ninho dos dragões, o que faz com que muitos dragões voem para longe, mas também faz com que o Morte Rubra desperte, sobrecarregando a frota. Soluço, Astrid e os outros colegas alunos de Bocão voam montados nos dragões de treinamento em Berk, fornecendo cobertura para a frota e distraindo o Morte Rubra. Soluço quase se afoga tentando libertar Banguela das correntes, mas Stoico salva os dois, reconciliando-se com seu filho. Trabalhando juntos, Soluço e Banguela destroem o Morte Rubra; Soluço, porém, é ferido em combate, perdendo a parte inferior de sua perna esquerda e passando a usar uma prótese para se locomover. Soluço recupera a consciência em Berk e fica admirado ao descobrir que passou a ser admirado pela tribo e por Astrid, além de ver que os Vikings e os dragões enfim passaram a viver em harmonia.

## Elenco
- Jay Baruchel como Soluço Horrendous Haddock III: o filho desajeitado de Stoico, o Imenso.[5]
- America Ferrera como Astrid Hofferson: colega de Soluço no treinamento com dragões e por quem ele é apaixonado.[5]
- Gerard Butler como Stoico, o Imenso: o líder de Berk e pai de soluço.[5]
- Craig Ferguson como Bocão Bonarroto: o ferreiro de Berk, amigo íntimo de Stoico e professor dos jovens recrutas da tribo no treinamento para matar dragões.[5][6]
- Christopher Mintz-Plasse como Perna-de-Peixe Ingerman: um jovem entusiasta conhecedor das características dos dragões, as quais ele frequentemente cita como se fossem de um jogo de RPG.[5][7]
- Jonah Hill como Melequento Jorgenson: um dos colegas de Soluço no treinamento com dragões. Melequento é ousado, excessivamente confiante e pouco inteligente, mas é um rapaz confiável.
- T.J. Miller e Kristen Wiig como Cabeça-Dura Thorston e Cabeça-Quente Thorston: respectivamente, um par de irmãos gêmeos briguentos.
- David Tennant como Gosmento Jorgenson: pai de Melequento.[8]

## Produção
A série de livros de Cressida Cowell começou a chamar a atenção dos executivos da DreamWorks Animation em 2004. Depois do sucesso de Over the Hedge, a produtora Bonnie Arnold logo se interessou pela propriedade recém-adquirida. Ela continuou focando no projeto com o passar do tempo e quando Bill Damaschke, co-presidente de produção da DreamWorks Animation, perguntou a ela qual o projeto que ela gostaria de trabalhar em seguida, ela escolheu “How to Train Your Dragon”.
No desenvolvimento inicial, a sinopse seguia o conteúdo do romance original, mas na metade da produção Chris Sanders e Dean DeBlois, os roteiristas-diretores de Lilo & Stitch, assumiram a codireção do filme e a história do filme foi alterada. A sinopse original do filme foi descrita como "fortemente leal ao livro", mas era considerada muito "doce" e "extravagante", além de ser voltada para um público muito jovem, de acordo com Baruchel. No livro, o dragão de Soluço, Banguela, é um Dragão Comum ou Dragão de Jardim, uma raça de pequeno porte. No filme, Banguela é um Fúria da Noite, o mais raro de todos os dragões, e grande o bastante para ser montado por Soluço e Astrid juntos. Os diretores contrataram o cinematógrafo Roger Deakins (conhecido por colaborar frequentemente com os irmãos Joel e Ethan Coen) como consultor visual para ajudá-los com a luz e com a aparência geral do filme e também para "adicionar uma sensação de live-action". Pesquisas intensivas foram realizadas para representar tanto do voo, pois os diretores sabiam que seria a maior atração dos efeitos 3D do filme, quanto do fogo, dado que a animação poderia romper com as barreiras das limitações vistas em filmes live-action, onde as chamas de propano costumam ser mais fáceis de extinguir. O design dos dragões fez com que eles parecessem animais cômicos e inovadores em comparação a outras abordagens de dragões na ficção. Para o Banguela em particular foram combinados vários traços, em um design inspirado em uma pantera negra, além de inserirem orelhas e olhos grandes para que o personagem pudesse transmitir melhor a emoção.
Os diretores fizeram questão de explorar as habilidades de improvisação do elenco secundário —Christopher Mintz-Plasse, Jonah Hill, Kristen Wiig e T.J. Miller, frequentemente reunindo-os nas sessões de gravação.

## Música
John Powell retornou à DreamWorks Animation para compor a trilha sonora de How to Train You Dragon, fazendo dessa sua sexta colaboração com o estúdio, após seu trabalho antecessor em Kung Fu Panda, cuja trilha sonora foi composta por ele em parceria com Hans Zimmer. Powell compôs uma trilha em orquestra, combinando uma trilha de metais bombástica com uma percussão alta e instrumentos de corda tocados suavemente, enquanto também usava tons exóticos escoceses e irlandeses com instrumentos como o tin whistle e a gaita. Adicionalmente, o cantor islandês Jónsi escreveu e fez a performance da canção Sticks & Stones para o filme. A trilha sonora foi lançada pela Varèse Sarabande em 23 de março de 2010.
Na maioria das avaliações, a trilha sonora foi muito bem recebida pela crítica. Powell garantiu sua primeira indicação ao Oscar de Melhor Trilha Sonora por seu trabalho no filme, mas perdeu para Trent Reznor e Atticus Ross, pelo filme A Rede Social.

## Lançamento
How to Train Your Dragon teve sua estreia nos Estados Unidos no dia 21 de março de 2010, no Anfiteatro Gibson, em Universal City, Califórnia. Foi lançado nos cinemas em 26 de março de 2010, nos Estados Unidos. Foi originalmente agendado para ser lançado em 20 de novembro de 2009, mas foi adiado para evitar a concorrência com outro filmes para a família lançados em novembro. O filme foi remasterizado digitalmente em IMAX 3D e lançado em 186 cinemas IMAX norte-americanos e aproximadamente 80 cinemas IMAX fora da América do Norte.

### Competição por exibições em 3D
Um mês antes do lançamento do filme, o CEO da DreamWorks Animation, Jeffrey Katzenberg, protestou contra a decisão da Warner Bros. de converter Clash of the Titans, filme originalmente em 2D, para um filme 3D, uma vez que esse filme seria lançado uma semana depois de How to Train Your Dragon. A repórter de entretenimento Kim Marsters descreveu o cronograma de lançamentos de filmes 3D em março de 2010 como um "engarrafamento" e especulou que a falta de disponibilidade de telas 3D poderia prejudicar as perspectivas de Katzenberg, apesar de seu apoio ao formato 3D.
Nesse mês, executivos dos setor cinematográfico acusaram a Paramount Pictures (distribuidora do filme) de usar táticas de alta pressão para coagir os cinemas a exibir How to Train Your Dragon, em vez dos lançamentos em 3D, Clash of the Titans e Alice no País das Maravilhas, dirigido por Tim Burton. Como os multiplex de cinema geralmente tinham apenas uma tela em 3D, os cinemas não podiam acomodar mais de uma apresentação 3D de cada vez.

### Bilheteria
How to Train Your Dragon liderou as bilheterias norte-americanas com US$ 43,7 milhões em seu primeiro fim de semana em exibição nos cinemas. O filme arrecadou US$ 217 581 231 nos Estados Unidos e no Canadá e US$ 277 298 240 em países estrangeiros, gerando a bilheteria total de US$ 494 879 860. How to Train Your Dragon é o filme de maior bilheteria da DreamWorks Animation nos Estados Unidos e no Canadá com exceção da franquia Shrek. Teve a quinta maior bilheteria de um filme de animação em 2010 com US$ 494,8 milhões, atrás de Toy Story 3, com US$ 1,066 bilhão, Shrek Forever After com US$ 752,6 milhões, Tangled com US$ 576,6 milhões e Despicable Me com US$ 543,1 milhões, além de ter sido o 10º filme de maior bilheteria de 2010.

### Crítica
No site agregador de críticas Rotten Tomatoes, 99% das 204 resenhas dos críticos são positivas, com uma classificação média de 7.9/10. O consenso crítico do site declara: "Apresentando uma animação deslumbrante, um roteiro com uma surpreendente profundidade dramática e emocionantes sequências em 3-D, "How to Train Your Dragon" voa alto." O Metacritic, que usa uma média ponderada, atribuiu ao filme uma pontuação de 74 em 100, baseado em 33 críticos, indicando críticas "geralmente favoráveis". Pesquisas realizadas pelo portal CinemaScore durante o fim de semana de estreia revelaram que os espectadores que foram ao cinema deram a How to Train Your Dragon uma nota A, numa escala de A+ a F.
Roger Ebert, do The Chicago Sun-Times, deu ao filme 3 de 4 estrelas, afirmando que "ele dedica uma grande quantidade de tempo para batalhas aéreas entre dragões domados e dragões malignos e não dedica tanto tempo para o desenvolvimento de personagens ou histórias. Mas é brilhante, bonito e tem energia elevada" Claudia Puig, do USA Today, deu ao filme 3,5 de 4 estrelas, declarando: "É uma emocionante saga de ação e aventura com uma empolgante animação em 3-D, uma comédia inteligente com diálogos espirituosos, um conto de maioridade com profundidade surpreendente e um conto docemente pungente de amizade entre um homem e um animal."
O crítico Peter Travers, da revista Rolling Stone, elogiou o filme, dando a ele 3 de 4 estrelas. Em sua resenha impressa, ele escreveu: "(O filme) faz milagres demais com o 3-D para encantar seu público." Roger Moore, do The Orlando Sentinel, deu ao filme 2½ de 4 estrelas, escrevendo uma crítica mista declarando que o filme "está mais para uma dramédia de maioridade ou para uma obra com uma mensagem 'tudo sobre o seu ponto de vista do mundo está errado' do que para uma comédia e isso soa como o desperdício de um livro divertido, de alguns atores engraçados e de uma animação espirituosa."
Kyle Smith, do New York Post deu ao filme 2 de 4 estrelas, rotulando o filme como "um Avatar para simplórios. Mas esse título já foi tomado, por 'Avatar'". Em contraste, Brett Michel, do The Boston Phoenix, afirmou que o filme é melhor que Avatar. A. O. Scott, da série televisiva estadunidense At the Movies, sentiu que os personagens e a história não eram pontos fortes, mas adorou a cinematografia e disse que "entre altos e baixos, ele vale o preço de um ingresso, então vá assistir." Ella Taylor, crítica de cinema do Village Voice, deu ao filme uma avaliação mais negativa, descrevendo-o como "um conto de animação adequado mas nada notável".
O crítico James Berardinelli, do ReelViews, elogiou o filme e sua história, dando 3.5 de 4 estrelas, declarando: "Tecnicamente proficiente e apresentando um roteiro espirituoso, inteligente e surpreendentemente perspicaz, How To Train Your Dragon chega perto de nível de produções recentes da Pixar enquanto excede facilmente a juvenília que a DreamWorks tem lançado nos últimos nove anos."
Já Own Gleiberman, do Entertainment Weekly, apreciou o filme dando a ele uma nota A- e escreveu "How to Train Your Dragon te desperta de maneiras convencionais, mas também é o filme de animação raro que usa o 3-D por suas possibilidades espaciais e emocionais de tirar o fôlego"

### Prêmios e indicações
O filme recebeu duas indicações ao Oscar: Melhor Longa de Animação e Melhor Trilha Sonora Original.

### Mídia doméstica
How to Train Your Dragon foi lançado em DVD com disco único e em um pack duplo de dois DVDs e um combo de Blu-Ray/DVD no Canadá e nos Estados Unidos em 15 de outubro de 2010, uma sexta-feira. Entre os recursos disponíveis na edição em DVD dois discos está um curta-metragem original de continuação, Legend of the Boneknapper Dragon. Em 18 de julho de 2012, as unidades vendidas para o estande do DVD foram de mais de 6,5 milhões de cópias e o arrecadamento foi de US$ 121 663 692.
A Samsung assinou um contrato com a DreamWorks para obter direitos exclusivos de distribuição para uma versão Blu-ray 3D do filme. O acordo exclusivo terminou em 11 de setembro de 2011, quando How to Train Your Dragon - 3D foi lançado em um pack Blu-Ray de dois discos. Foi relançado pela Paramount Home Media Distribution em Blu-ray e DVD em 27 de maio de 2014.

## Franquia expandida

### Sequências
Uma sequência, How to Train Your Dragon 2, foi confirmada em 27 de abril de 2010.
O filme foi dirigido e roteirizado por Dean DeBlois, o co-diretor do primeiro filme. Bonnie Arnold, produtora do primeiro filme, também retornou.
 O filme foi lançado em 13 de junho de 2014 pela 20th Century Fox, recebendo aclamação da crítica, tal qual seu antecessor.
 Todo o elenco original — Baruchel, Butler, Ferguson, Ferrera, Hill, Mintz-Plasse, Miller e Wiig — retornou para a sequência, que ainda contou com a adição de Cate Blanchett, Djimon Hounsou e Kit Harington.
Um terceiro filme, How to Train Your Dragon: The Hidden World, está em produção. O filme também será dirigido e roteirizado por DeBlois, produzido por Bonnie Arnold e com produção executiva de Chris Sanders, com todo o elenco retornando. Cate Blanchett e Djimon Hounsou também vão retornar para os papéis de Valka e Drago, respectivamente. O terceiro filme acabou de ser lançado no dia 1 de março de 2019 pela Universal Pictures.

### Curta-metragens
Quatro curta-metragens foram posteriormente lançados: Legend of the Boneknapper Dragon (2010), Book of Dragons (2011), Gift of the Night Fury (2011) e Dawn of the Dragon Racers (2014).

### Série de televisão
Uma série de televisão baseada no filme estreou no Cartoon Network no outono de 2012. Jay Baruchel, America Ferrera, Christopher Mintz-Plasse e T.J. Miller retornaram aos seus papéis como Soluço, Astrid, Perna de Peixe, Cabeça Dura e Cabeça Quente respectivamente. A série, situada entre o primeiro e o segundo filme, acompanha Soluço e seus amigos enquanto eles aprendem mais sobre dragões, descobrem novas espécies, ensinam os demais a se sentirem confortáveis ao redor deles, adaptam tradições da vila para encaixar seus novos amigos e batalham contra inimigos enquanto exploram novos mundos. Soluço se tornou o líder da Academia de Dragões de Berk.

### Jogo eletrônico
Um jogo eletrônico de ação e aventura foi lançado pela Activision chamado How to Train Your Dragon, com consoles para Wii, Xbox 360, PS3 e Nintendo DS gaming consoles. É brevemente baseado no filme e foi lançado em 23 de março de 2010.
School of Dragons, um jogo gratuito e multijogador, foi lançado em 17 de julho de 2013 na San Diego Comic-Con. O jogo foi disponibilizado para PC, Android e iOS.

### Arena show
How to Train Your Dragon Arena Espetacular é um show de arena que contém 24 dragões animatrônicos, acrobatas e projeções. Estreou em 2 de março de 2012, em Melbourne, Austrália.